# Siwi
Siwi (auch Siwa, Sioua, Oasis Berber, Zenati), Selbstbezeichnung ⵜⴰⵙⵉⵡⵉⵜ Tasiwit, ist eine von circa 20.000 Berbern in der Oase Siwa in Ägypten gesprochene Berbersprache. Die Sprecher sind Muslime und mehrheitlich zweisprachig mit Arabisch, genauer Ägyptisch-Arabisch. Die Sprache ist die am weitesten östlich gesprochene Berbersprache und zeigt daher einige Besonderheiten gegenüber den anderen Berbersprachen. Insbesondere ist ihr Anteil an arabischen Lehnwörtern noch höher als in den meisten Berbersprachen üblich.
Der gemeinsame Sprachcode nach ISO 639-2 ist ber, als Einzelsprache hat Siwi keinen ISO-639-2-Code, aber einen SIL-Code (SIZ).

## Lautsystem

### Konsonanten
Das Siwi kennt folgende Konsonanten:
|                      | Labiale | Dentale | emphatische Dentale | Palatale | Velare | Postvelare |
| -------------------- | ------- | ------- | ------------------- | -------- | ------ | ---------- |
| stimmlose Plosive    |         | t       | ṭ                   | č        | k      | q          |
| stimmhafte Plosive   | b       | d       | ḍ                   | ǧ        | g      |            |
| stimmlose Frikative  | f       | s       | ṣ                   | š        |        | x          |
| stimmhafte Frikative |         | z       | ẓ                   |          |        | ɣ          |
| Nasale               | m       | n       |                     |          |        |            |

Dazu kommen l, r, w, y, sowie (nur in Wörtern arabischen Ursprungs) die Glottale ʔ, h und die Pharyngale ḥ, ʕ.
In wenigen Wörtern kommen velarisierte Labiale vor, die man evtl. auch als emphatische Labiale auffassen könnte: akubbwî ~ akuḅḅî „Junge“.

### Vokale und Vokallänge
Das Siwi besitzt 6 Vokale: a, e, i, o, u, ə.
ə ist ein reduzierter Vokal, der immer kurz gesprochen wird und auch ganz ausfallen kann. Wörter mit anlautender Doppelkonsonanz können optional einen Sprossvokal ə- erhalten (zum Beispiel ččîɣ ~ əččîɣ „ich aß“). Im Rahmen der Formenbildung wird ə vielfach verschoben, um eine günstigere Silbenstruktur zu erhalten, vgl.:
- izmə́r „Widder (sg.)“ - izəmr-ə́n „Widder (pl.)“
- nə-ftə́k „wir öffneten“ - fətk-ə́m „ihr öffnetet“

Die anderen fünf Vokale sind „Vollvokale“. Diese können phonetisch kurz oder lang sein, was jedoch sehr weitgehend vorhersagbar ist, so dass die Vokallänge nicht oder nur marginal als phonemisch gelten kann.
In betonter Stellung tendieren die Vollvokale zur Länge, wenn keiner oder nur ein Konsonant folgt. Dies wird hier mit Zirkumflex über dem Vokal notiert: tliččâ „Mädchen“, taltî „Frau“, amân „Wasser“, fûs „Hand“, asên „Zahn“, kôm „viel“. Diese Länge wird, da sie nicht distinktiv ist, nicht immer von allen Sprechern deutlich realisiert.
Ein betonter Vokal vor Doppelkonsonanz, sowie jedes betontes ə, ist kurz. Dies wird hier mit einem Akut über dem Vokal notiert: tfunást „Kuh“, tfúkt „Sonne“, dídsən „mit ihnen“, ilə́s „Zunge“.
Auch -ay und -aw im Wortauslaut sind immer kurz: aẓáy „schwer (von Gewicht)“, awáw „Bohne“.
In Einzelfällen, besonders bei arabischen Fremdwörtern, kann die Vokallänge von den hier gegebenen Regeln abweichen.
Wenn im Satzzusammenhang a + i oder a + u aufeinandertreffen, entstehen daraus e bzw. o: la „nicht“ + ifîɣ „ich fand“ > lefîɣ „ich fand nicht“. Auch sonst sind e und o zumindest fallweise wohl aus a + i bzw. a + u entstanden. In manchen Wörtern, die bei Vycichl (2005, siehe unter „Literatur“) mit e notiert werden, schrieb Laoust (1931) noch ai, was eine ältere Aussprache darzustellen scheint: asên (Vycichl) ~ asain (Laoust) „Zahn“. Dieser Artikel folgt den Angaben bei Vycichl.

### Betonung
Die Betonung kann bedeutungsunterscheidend sein. Sie dient kaum zur Unterscheidung von Vokabeln, wohl aber von grammatischen Formen. In der älteren Arbeit von Laoust wurde die Betonung nicht notiert.

### Emphase
Die emphatischen Laute entsprechen phonetisch denen des Arabischen, sind also durch eine Verengung des Mundraums durch Anhebung der Zunge charakterisiert. Traditionell wird das Merkmal der Emphase an einzelnen Konsonanten notiert, obwohl es sich phonetisch auf die ganze Silbe auswirkt. Daher kann es im Einzelfall willkürlich sein, welchem Konsonanten man das Merkmal der Emphase zuschreibt. Zum Beispiel ist der Stamm „sehen“ ẓər als ganzes emphatisch, so dass rein phonetisch eine Notation ẓə̣ṛ in Frage käme. Man schreibt aber meist nur ẓər, weil die Emphase historisch von ẓ ausgegangen ist.
In der Umgebung emphatischer Konsonanten, einschließlich q und ɣ, verändert sich die Aussprache der Vokale. Am spürbarsten ist dies bei a, das zu å verdunkelt wird, während es in nichtemphatischer Umgebung eher nach ä tendiert (diese Details im Folgenden nicht notiert).

## Personalpronomen
|                   | selbständig | Suffix | Possessivsuffix | Objektssuffix |
| ----------------- | ----------- | ------ | --------------- | ------------- |
| 1. sg. „ich“      | nîš         | -i     | -ə́nnəw          | -i            |
| 2. sg. mask. „du“ | šək         | -k     | -ə́nnək          | -k / -šək     |
| 2. sg. fem. „du“  | šəm         | -m     | -ə́nnəm          | -m / -šəm     |
| 3. sg. mask. „er“ | nə́tta       | -s     | -ə́nnəs          | -a / -t       |
| 3. sg. fem. „sie“ | əntâtət     | -s     | -ə́nnəs          | -êt / -tət    |
| 1. pl. „wir“      | ə́nčni       | -nax   | -ə́nnax          | -ânax         |
| 2. pl. „ihr“      | ə́nknum      | -wən   | -ə́nwən          | -êwən         |
| 3. pl. „sie“      | ə́ntnən      | -sən   | -ə́nsən          | -ên / -tən    |

Im Siwi wird, wie auch im Arabischen, das Geschlecht nicht nur beim Pronomen der 3.sg., sondern auch der 2.sg. unterschieden.
Die selbständigen Pronomina können alleine oder zur Betonung stehen. Das Subjekt wird schon durch die Verbform bezeichnet und daher nicht mehr notwendigerweise in Form eines Pronomens ausgedrückt. Die kurzen Suffixe stehen vor allem nach Präpositionen.

## Substantiv

### Geschlecht
Das Siwi besitzt zwei grammatische Geschlechter: Maskulinum und Femininum. Ähnlich wie im Deutschen fällt es bei Personenbezeichnungen mit dem natürlichen Geschlecht zusammen und ist dagegen bei Sachbezeichnungen recht willkürlich.
Im Gegensatz zum Deutschen ist aber im Siwi das Geschlecht an der Form gut zu erkennen: Feminine Substantive beginnen fast immer mit t- und enden meist auch auf -t:
- taʕrúṣt (fem.) „Braut“
- tabṭût (fem.) „Ei“
- taməẓẓúxt (fem.) „Ohr“
- tnast (fem.) „Schlüssel“

Man vergleiche auch Begriffspaare wie:
- funâs „Stier“ - tfunást „Kuh“
- iẓîṭ „Esel“ - tiẓə́t „Eselin“
- siwî „Siwa-Mann“ - tsiwə́t „Siwa-Frau“
- amdərrə́s „Lehrer“ - tamdərrə́st „Lehrerin“

Einige feminine Substantive haben zwar das Präfix t-, aber am Ende einen betonten Vokal anstelle des -t:
- taltî „Frau“
- tliččâ „Mädchen“
- tazirî „Mond“

Bei Wörtern arabischen Ursprungs ist die t-Markierung vielfach nicht vorhanden, so dass das Geschlecht hier gelernt werden muss:
- əssnâ „Jahr“
- əlwáqt „Zeit“
- əmməṣrûb „Weg“

Von manchen Begriffen bezeichnet die maskuline Variante das Kollektivum und die feminine Variante das Individuum:
- azəmmûr „Oliven“ - tazəmmúrt „(eine) Olive; (ein) Olivenbaum“
- əssəmə́k „Fische“ - tismə́kt „(einzelner) Fisch“

### Plural
Substantive bilden einen Plural. Dessen Formen können recht kompliziert sein. Folgende Regeln lassen sich angeben:
Grundsätzlich lautet die Pluralendung -ə́n für maskuline und -ên für feminine Substantive, wobei -ên das auslautende -t ersetzt.
Dazu kommen meist aber auch Veränderungen am Wortanfang: Viele Substantive beginnen mit a-, was als Singularzeichen zu deuten ist, denn es wird im Plural durch i- ersetzt. Das t- des Femininums geht diesem Vokal noch voraus, es heißt also ta- (sg.) bzw. ti- (pl.):
- asên „Zahn“ - isenə́n „Zähne“
- awáw „Bohne“ - iwawə́n „Bohnen“
- arâb „Araber“ - irabə́n „Araber“
- tarábt „Araberin“ - tirabên „Araberinnen“
- taməẓẓúxt „Ohr“ - timəẓẓuɣên „Ohren“

Einige Maskulina haben statt -ə́n eine Endung -ân oder sonst wie abweichende Endungen. Dies betrifft besonders alle Substantive, die im Singular auf -î enden:
- akubbwî „Junge“ - ikubbwân „Jungen“

Wenn der Singular mit einem anderen Vokal als a- anlautet (dies ist dann fast immer i-), so bleibt dieser Vokal im Plural unverändert:
- irî „Stern“ - irân „Sterne“
- iɣə́ṣ „Knochen“ - iɣṣân „Knochen“
- ulî „Herz“ - ulawə́n „Herzen“

Wenn der Singular mit a- anlautet, darauf aber eine Konsonantenverbindung folgt, so steht im Plural bei Maskulina meist kein i- (stattdessen aber ein optionaler Sprossvokal ə-). Bei Feminina kann entsprechend tə- vorkommen, doch wird hier das reguläre ti- häufiger verwendet.
- adrâr „Berg“ - (ə)drarə́n „Berge“
- agmâr „Pferd“ - (ə)gmarə́n „Pferde“
- aččêr „Fingernagel“ - (ə)ččerə́n „Fingernägel“
- axfî „Kopf“ - (ə)xfawə́n „Köpfe“
- ambû „Mund“ - (ə)mbawə́n „Münder“
- agbə́n „Haus“ - (ə)gbiwə́n „Häuser“
- awggîd „Mann“ - (ə)ggwidân „Männer“
- taltî „Frau“ - təltawên „Frauen“

Wenn der Singular überhaupt nicht mit einem Vokal anlautet, erscheint normalerweise trotzdem ein i- im Plural:
- funâs „Stier“ - ifunasə́n „Stiere“
- siwî „Mann aus Siwa“ - isiwân „Männer aus Siwa“
- tsiwə́t „Frau aus Siwa“ - tisiwiyên „Frauen aus Siwa“
- tyaẓə́t „Huhn“[2] - tiyaẓiṭên „Hühner“
- tliččâ „Mädchen“ - tiččiwên „Mädchen“ (aus *tilččiwên)

Im Stamm kann ein Vokalumsprung von ə stattfinden, um das Wort besser sprechbar zu machen:
- izmə́r „Widder“ - izəmrə́n „Widder“
- alɣə́m „Kamel“ - iləɣmân „Kamele“
- talɣə́mt „Kamelstute“ - tiləɣmên „Kamelstuten“
- adlû „Eimer“ - idəlwə́n „Eimer“ (adlû ist als Realisierung eines *adlə́w aufzufassen)
- tabṭût „Ei“ - tibəṭwên „Eier“

Einige Substantive zeigen darüber hinaus verschiedene weitergehende Änderungen des Stammes:
- fûs „Hand“ - ifəssə́n „Hände“
- ṭâḍ „Finger“ - iṭuḍân „Finger“
- ašṭîṭ „Vogel“ - išəṭṭân „Vögel“
- ṭṭabə́nt „Ofen“ - ṭṭabunên „Öfen“
- tnast „Schlüssel“ - tinisâ „Schlüssel“

Substantive arabischen Ursprungs haben im Plural oft weder eine der typischen Pluralendungen noch das Pluralpräfix i-, stattdessen aber fallweise ein Präfix l-. Arabische Substantive zeigen außerdem besonders häufig innere Stammveränderungen, die zum Teil direkt aus dem Arabischen übernommen sind:
- əlḥúqq „Kiste“ - luḥqâq „Kisten“
- əssnâ „Jahr“ - ləsnîn „Jahre“
- əlfinǧâl „Tasse“ - ləfnaǧîl „Tassen“
- aḥbîb „Freund“ - laḥbayə́b „Freunde“
- ʕammûd „Stock“ - laʕmamîd „Stöcke“
- agurznî „Hund“ - əlgurazə́n ~ lugrazə́n „Hunde“
- ǧadîr „Mauer“ - iǧudâr „Mauern“
- timdrə́st „Schule“ - timdarsên „Schulen“

Schließlich gibt es einige vollkommen unregelmäßige Plurale:
- təṭ „Auge“ - ṭawên „Augen“
- ṭâṛ „Fuß“ - təškâ „Füße“
- ǧîr „Kind“ - tərwawên „Kinder“

Einige Ausdrücke für Flüssigkeiten haben generell Pluralform und werden als grammatische Plurale behandelt:
- amân „Wasser“ - amân isəmmaṭə́n „kaltes Wasser“ (auch das Adjektiv steht im Plural)
- idammə́n „Blut“

### Dual
Das Siwi kennt keinen Dual. Allerdings wird in Einzelfällen eine arabische Dualform als solche entlehnt:
- yomên „2 Tage“

### Substantive arabischen Ursprungs
Im Siwi werden viele Substantive arabischen Ursprungs verwendet. Soweit es sich nicht um ganz junge Entlehnungen handelt, weicht deren Aussprache von der heute in Ägypten üblichen Aussprache oft erheblich ab. Der Wortakzent erscheint typischerweise gegen das Wortende hin verlagert. Vielfach wird der arabische Artikel (a)l- mit übernommen; in anderen Fällen wird l- nur in die Pluralform übernommen (dazu siehe oben):
- əlǧəmə́t ~ ləǧmə́t „Freitag“ < Arab. ǧúmʕat
- aməzdîg „Moschee“ < Arab. másǧid
- əššaṛâʕ „Straße“ < Arab. šâriʕ

### Betonung
Substantive werden grundsätzlich auf der letzten Silbe betont. In den folgenden Fällen verlagern sie aber ihren Akzent auf die vorletzte Silbe:
(1) Laut Vycichl (siehe unter „Literatur“) hat die Tonverschiebung auf die vorletzte Silbe etwa die Bedeutung eines bestimmten Artikels:
- amân „Wasser“ – âman „das Wasser“
- agbə́n „Haus“ – ágbən „das Haus“
- tamdərrə́st „Lehrerin“ – tamdə́rrəst „die Lehrerin“

Das Phänomen müsste noch genauer untersucht werden. Es ist nicht bekannt, ob diese Akzentverschiebung wirklich von allen Substantiven möglich ist, oder wann genau diese Form verwendet wird.
(2) Nach Präpositionen verschieben Substantive immer den Akzent auf die vorletzte Silbe, unabhängig davon, ob sie inhaltlich definit sind oder nicht.
(3) Das Gleiche gilt für Substantive nach der Genitivpartikel n (siehe dazu den Abschnitt „Possession“).

## Adjektiv
Adjektive werden im Prinzip wie Substantive flektiert und unterscheiden zwei Geschlechter und zwei Numeri. Zusätzlich existiert ein Komparativ, der geschlechts- und numerusneutral ist. Der Komparativ hat normalerweise die Form Konsonant + Konsonant + ə + Konsonant.
Die Formenbildung ist mehr oder weniger regelmäßig. Einige Beispiele:
|          | mask. sg. | mask. pl. | fem. sg.  | fem. pl.  | Komparativ |
| -------- | --------- | --------- | --------- | --------- | ---------- |
| alt      | aqdîm     | iqdimə́n   | taqdə́mt   | tiqdimên  | qdəm       |
| anderer  | laxâṛ     | luxrîn    | tlaxáṛt   | luxrên    | (fehlt)    |
| groß     | azuwâr    | izuwarə́n  | tazuwárt  | tizuwarên | ?          |
| grün     | awrâɣ     | uraɣə́n    | tawráxt   | turaɣên   | ?          |
| gut      | akwáyyis  | ?         | tkwayyíst | ?         | kwəs       |
| klein    | aḥkîk     | iḥkikə́n   | taḥkə́kt   | tiḥkikên  | ḥkək       |
| kurz     | agzâl     | gzalə́n    | tagzált   | tigzalên  | gzəl       |
| neu      | atrâr     | trarə́n    | tatrárt   | titrarên  | trər       |
| schlecht | ašmâl     | əšmalə́n   | tašmált   | təšmalên  | šməl       |
| süß      | aḥlû      | əḥlutə́n   | taḥlə́t    | tiḥlutên  | ḥlâ        |

Das Adjektiv steht nach seinem Bezugswort und kongruiert mit ihm:
- akubbwî aḥkîk „ein kleiner Junge“
- ikubbwân iḥkikə́n „kleine Jungen“
- tliččâ taḥkə́kt „ein kleines Mädchen“
- tiččiwên tiḥkikên „kleine Mädchen“

## Possession
Die Abfolge lautet immer Possessum - Possessor. Ist der Possessor pronominal, so werden die Possessivsuffixe verwendet, die oben im Abschnitt „Personalpronomen“ aufgeführt stehen:
- ləgrûš „Geld“ - ləgrušə́nnəw „mein Geld“ - ləgrušə́nnək „dein(m) Geld“ - ləgrušə́nnəs „sein/ihr Geld“ - ləgrušə́nsən „ihr(pl.) Geld“
- fûs „Hand“ - fusə́nnəw „meine Hand“
- ṭâḍ „Finger“ - ṭaḍə́nnək „dein Finger“
- ambû „Mund“ - ambə́nnək „dein Mund“
- laḥbayə́b „Freunde“ - laḥbayəbə́nnəs „seine/ihre Freunde“

Ist der Possessor nominal, so wird eine Genitivpartikel n verwendet, die Konstruktion lautet also Possessum – n – Possessor. Das Possessum behält seinen normalen Akzent, der Possessor dagegen verschiebt den Akzent auf die vorletzte Silbe:
- adrâr „Berg“ - axfî n ádrar „der Kopf/Gipfel des Berges“
- əttaǧâṛ „Kaufmann“ - əddəkân n əttâǧaṛ „der Laden des Kaufmanns“
- azəmmûr „Oliven“ - aṭîl n azə́mmur „der Olivengarten“
- isiwân „Siwa-Bewohner“ (Plural von siwî) - ǧəlân n isîwan „die Sprache der Siwa-Bewohner“
- təškâ „Füße“ - arbaʕ n tə́ška „vier Füße/Beine“ (Zahlen werden mit Genitiv konstruiert: „vier von Füßen“)
- bəttîn „wer?“ - m bə́ttin „von wem?“, „wessen?“

Einige Verwandtschaftstermini verhalten sind abweichend: Sie müssen immer ein Possessivsuffix haben, und dieses hat kürzere Formen als normalerweise (im Wesentlichen die einfachen Suffixe, bei pluralischem Suffix mit eingeschobenem -t-, 1.sg. unregelmäßig):
- úmma „meine Mutter“ - ummêk „deine(m) Mutter“ - ummês „seine/ihre Mutter“ - ummêtsən „ihre(pl.) Mutter“

Bei nominalem Possessor muss in diesem Fall ein Suffix zusätzlich gebraucht werden:
- ummês nə tlíčča „die Mutter des Mädchens“ (wörtlich: „ihre Mutter, des Mädchens“)

## Demonstrativpronomen
Folgendes sind typische Formen von Demonstrativpronomina:
|             | mask. sg. | fem. sg. | Plural |
| ----------- | --------- | -------- | ------ |
| selbständig | wâ        | tâ       | wî     |
| attributiv  | dâwa      | tâta     | dawya  |

Das Demonstrativpronomen folgt seinem Bezugswort. Beispiele:
- alɣə́m dâwa „dieses Kamel“
- bəttîn wâ „wer ist das?“

## Verb
Das Siwi kennt keinen Infinitiv. Dadurch ist es nicht ganz offensichtlich, welche Form des Verbs als Zitierform gelten soll. Die kürzeste Form ist der Imperativ (Singular), da er keine Präfixe oder Suffixe beinhaltet.
Das Siwi bildet eine große Zahl von Verbformen, die ziemlich unregelmäßig und auch nicht vollständig dokumentiert sind.

### Imperativ
Der Imperativ ist mehr oder weniger mit der Verbalwurzel identisch. Im Plural erhält der Imperativ eine Endung -wət, die ansonsten nichts an der Form verändert:
- ə́ftək „öffne!“ - ə́ftək-wət „öffnet!“
- ə́xdəm „arbeite!“ - ə́xdəm-wət „arbeitet!“
- sû „trink!“ - sû-wət „trinkt!“

### Personalflexion nach dem Subjekt
Das Paradigma der Personalflexion besteht im Siwi, ebenso wie auch in anderen Berbersprachen, aus einer Kombination von Personalpräfixen und Personalsuffixen. Wie auch im Arabischen und vielen anderen afroasiatischen Sprachen hat die 3.Pers.sg. des Verbs unterschiedliche Formen für die beiden grammatischen Geschlechter.
Im Präteritum kann man zwei Konjugationen unterscheiden. Die erste wird bei Verben mit sehr kurzem Stamm (ein oder zwei Phoneme, ə nicht mitgezählt) verwendet, die zweite bei Verben mit längerem Stamm. Der Durativ hat für die meisten Verben eine einheitliche Flexion, die in der dritten Spalte angegeben ist; das Symbol „D“ steht für „Verdopplung des ersten Konsonanten“.
|            | Präteritum, kurzer Stamm | Präteritum, langer Stamm | Durativ |
| ---------- | ------------------------ | ------------------------ | ------- |
| 1.sg.      | -îɣ                      | -aɣ                      | D-aɣ    |
| 2.sg.      | -îṭ                      | -aṭ                      | D-aṭ    |
| 3.sg.mask. | y-â                      | y-                       | y-      |
| 3.sg.fem.  | t-â                      | t-                       | t-      |
| 1.pl.      | n-â                      | n-                       | n-      |
| 2.pl.      | -ə́m                      | -ə́m                      | D-əm    |
| 3.pl.      | y-ə́n                     | y-ən                     | y-ən    |

Als Beispiel hier die Konjugation der Verben „lieben“ und „öffnen“ im Präteritum und im Durativ:
|            | „lieben“, Präteritum | „öffnen“, Präteritum | „lieben“, Durativ | „öffnen“, Durativ |
| ---------- | -------------------- | -------------------- | ----------------- | ----------------- |
| 1.sg.      | (ə)xsîɣ              | fə́tkaɣ               | (ə)xxə́ssaɣ        | (ə)ffə́ttkaɣ       |
| 2.sg.      | (ə)xsîṭ              | fə́tkaṭ               | (ə)xxə́ssaṭ        | (ə)ffə́ttkaṭ       |
| 3.sg.mask. | yəxsâ                | yəftə́k               | ixə́ss             | ifə́ttək           |
| 3.sg.fem.  | təxsâ                | təftə́k               | (ə)txə́ss          | (ə)tfə́ttək        |
| 1.pl.      | nəxsâ                | nəftə́k               | (ə)nxə́ss          | (ə)nfə́ttək        |
| 2.pl.      | (ə)xsə́m              | fətkə́m               | (ə)xxə́ssəm        | (ə)ffə́ttkəm       |
| 3.pl.      | yəxsə́n               | ifə́tkən              | ixə́ssən           | ifə́ttkən          |

Beobachtungen:
- Der Murmelvokal ə kann je nach der Silbenstruktur ausfallen, eingefügt werden oder umspringen: nə-ftə́k „wir öffneten“, aber fətk-ə́m „ihr öffnetet“.
- Das Präfix der dritten Person lautet genauer y- vor Vokal, i- vor einfachem Konsonanten und yə- vor einer Konsonantengruppe.

### Präteritum
Das Präteritum ist das formal einfachste Tempus, das durch Kombination des Stammes (der mehr oder weniger mit der Form des Imperativs identisch ist) mit den Personalaffixen entsteht. Manche Verben haben ein -a- im Stamm, das entfällt, sobald eine Endung antritt, z. B. yə-qdâṛ „er konnte“ - yə́-qdṛ-ən „sie konnten“ - qə́dṛ-aɣ „ich konnte“.

### Perfekt
Vom Präteritum kann man wie folgt eine Zustandsform ableiten, die man als Perfekt bezeichnen kann:
- zusätzliche Endung -a (nach Vokal -ya)
- der Akzent liegt immer direkt vor dieser Endung
- ein -ə- in offener Silbe wird, wenn der Akzent darauf fällt, zu -î-

Beispiele:
- yəftə́k „er öffnete“ - yəftîka „er hat geöffnet“
- yəxdə́m „er arbeitete“ - yəxdîma „er hat gearbeitet“
- yəččâ „er aß“ - yəččâya „er hat gegessen“
- ččəm „ihr aßt“ - ččîma „ihr habt gegessen“
- yədwə́l „er kehrte zurück“ - idwîla „er ist zurückgekehrt“
- idûlən „sie kehrten zurück“ - idulîna „sie sind zurückgekehrt“

Das Perfekt kann auch passivisch übersetzt werden:
- yəbnûya „er hat gebaut; er ist gebaut“
- allôn yəftîka „das Fenster ist geöffnet“

### Durativ
Der Durativ steht für eine gerade ablaufende oder wiederholte Handlung. Er entspricht oft einem deutschen Präsens, kann sich aber auch auf die Vergangenheit beziehen.
Der Durativ hat einen gegenüber dem Präteritum veränderten Stamm. Folgende Veränderungen kommen vor:
- Präfigierung eines t- vor den Stamm, z. B. y-uṃṃâ „er sagte“ - i-túṃṃ „er sagt“
- Verdopplung des zweiten Stammkonsonanten, z. B. yə-ftə́k „er öffnete“ - i-fə́ttək „er öffnet“
- Einfügung eines -a- vor den letzten Stammkonsonanten, z. B. yə-ẓṛâ „er sah“ - i-ẓâr „er sieht“
- Umwandlung eines -i-/-u- des Stammes in -a-, z. B. yə-ssîwəl „er sprach“ - i-sâwal „er spricht“

Häufig werden mehrere dieser Mittel miteinander kombiniert.
Wenn schon im Verbalstamm der erste Konsonant geminiert ist (z. B. yə-ggə́z „er ging hinunter“), wird der Durativ, soweit bekannt, immer mit Präfigierung von t- gebildet (z. B. i-tə́ggəz „er geht hinunter“). Ansonsten lässt sich nach heutigem Kenntnisstand kaum vorhersagen, welche Stammveränderungen die jeweiligen Verben erfahren.
Außerdem weichen die Personalaffixe des Durativs von denen des Präteritums etwas ab (siehe Tabelle oben). In der 1.sg., 2.sg. und 2.pl. wird im Durativ der erste Konsonant verdoppelt. Dies betrifft entweder den ersten Stammkonsonanten (z. B. ifə́ttək „er öffnet“ - ffə́ttkaɣ „ich öffne“) oder das präfigierte t- (z. B. itə́su „er trinkt“ - ttə́swaɣ „ich trinke“).
Der Akzent fällt im Durativ meist auf die vorletzte Silbe, nicht jedoch auf das Personalpräfix.

### Futur
Ein Futur kommt in zwei Varianten vor. Man fügt ein Präfix ga- entweder vor die Form des Präteritums oder – seltener – des Durativs. Das Futur hat in der Regel den Ton auf der vorletzten Silbe, wodurch sich oft eine Tonverschiebung gegenüber dem Präteritum ergibt. Sofern es vom Präteritalstamm gebildet ist, erscheinen meist die Personalaffixe aus der Serie für längere Stämme. Schließlich finden Kontraktionen ga+i > ge und ga+u > go statt.
Als Beispiel werden hier die Formen des Präteritums und des Futurs des Verbs „gehen“ (Stamm und Imperativ ṛâḥ) gegenübergestellt:
|            | Präteritum | Futur  |
| ---------- | ---------- | ------ |
| 1.sg.      | ḥḥîɣ       | gáḥḥaɣ |
| 2.sg.      | ḥḥîṭ       | gáḥḥaṭ |
| 3.sg.mask. | iṛâḥ       | gêṛaḥ  |
| 3.sg.fem.  | tṛâḥ       | gátṛaḥ |
| 1.pl.      | ṛṛâḥ       | gáṛṛaḥ |
| 2.pl.      | ḥḥəm       | gáḥḥəm |
| 3.pl.      | yəḥḥə́n     | géḥḥən |

Weitere Beispiele:
- yəxdə́m „er arbeitete“ - gêxdəm „er wird arbeiten“
- yə́qdṛən „sie konnten“ - gêqdṛən „sie werden können“
- ifîɣ „ich fand“ - gêfaɣ „ich werde finden“
- unîɣ „ich ging hinauf“ - gônaɣ „ich werde hinaufgehen“

Das Futur entspricht funktional ungefähr dem Imperfekt des Ägyptisch-Arabischen („yiktib“) und kann demgemäß auch modale Bedeutung haben oder nach Hilfsverben stehen:
- yəxsə́n gênɣənt „sie wollten ihn töten“
- la yəxsâ gêləs „er wollte nicht anziehen“ (ləs „bekleiden, anziehen“)

Das vom Durativ gebildete Futur kommt seltener vor. Ein Beispiel:
- itə́ṛṛaḥ „er geht gerade / immer wieder“ - getə́ṛṛaḥ „er wird gerade / immer wieder gehen“

### Stammformen
Die folgende Tabelle enthält die wichtigsten Stammformen einer Auswahl von Verben:
|                          | Imperativ | Perfekt 1.sg. | Perfekt 3.sg.mask. | Futur 3.sg.mask. | Durativ 3.sg.mask. |
| ------------------------ | --------- | ------------- | ------------------ | ---------------- | ------------------ |
| anziehen, sich bekleiden | ləs       | lsîɣ          | yəlsâ              | gêləs            | ilə́ss              |
| aufhängen                | ûgəl      | ûglaɣ         | yûgəl              | gôgəl            | itâgəl             |
| backen                   | ə́ntər     | nə́traɣ        | yəntə́r             | ?                | inə́ttər            |
| bauen                    | ə́bnu      | (ə)bnûɣ       | yəbnû              | ?                | ibə́nnu             |
| essen                    | əčč       | (ə)ččîɣ       | yəččâ              | gêčč             | itə́čč              |
| finden                   | îf        | ifîɣ          | yifâ               | gêyif            | itâf               |
| geben                    | ûš        | ušîɣ          | yušâ               | gêyuš            | itâš               |
| gehen                    | ṛâḥ       | (ə)ḥḥîɣ       | iṛâḥ               | gêṛaḥ            | itə́ṛṛaḥ            |
| hinaufgehen              | wən       | unîɣ          | yunâ               | gêwən            | itûwan             |
| hinausgehen, weggehen    | fəl       | flîɣ          | yəflâ              | gêfəl            | itəffâl            |
| hinuntergehen            | ə́ggəz     | ggə́zaɣ        | yəggə́z             | gêggəz           | itə́ggəz            |
| hören                    | səl       | slîɣ          | yəslâ              | gêsəl            | isə́ll              |
| kommen                   | hêd       | usíɣd ~ usîx  | yusə́d              | gôsəd            | itâsəd             |
| können                   | (fehlt)   | qə́dṛaɣ        | yəqdâṛ             | gêqdaṛ           | iqə́ddaṛ            |
| lieben, wollen           | xəs       | xsîɣ          | yəxsâ              | gêxəs            | ixə́ss              |
| öffnen                   | ə́ftək     | fə́tkaɣ        | yəftə́k             | gêftək           | ifə́ttək            |
| sagen                    | uṃṃ       | uṃṃîɣ         | yuṃṃâ              | ?                | itúṃṃ              |
| sehen                    | ẓər       | ẓṛâɣ          | yəẓṛâ              | ?                | iẓâr               |
| sprechen                 | sîwəl     | (ə)ssîwlaɣ    | yəssîwəl           | gessîwəl         | isâwal             |
| trinken                  | sû        | swîɣ          | yəswâ              | gêsu             | itə́su              |
| vergessen                | ə́ttu      | (ə)ttûɣ       | yəttû              | ?                | itə́ttu             |
| wissen                   | ə́ssən     | ssə́naɣ        | yəssə́n             | ?                | ?                  |

### Verb mit Objektssuffixen
Das pronominale direkte Objekt wird durch Suffixe am Verb ausgedrückt (siehe Tabelle oben im Abschnitt „Personalpronomen“). Die Formenbildung kann kompliziert sein und ist nicht vollständig dokumentiert. Einige Beispiele:
- idúqq „er schlug“ - idúqq-i „er schlug mich“ - iduqq-êk „er schlug dich“ - idúqq-a „er schlug ihn“ - iduqq-êt „er schlug sie(sg.)“
- yəẓṛâ „er sah“ - yəẓṛ-î „er sah mich“ - yəẓṛâ-k „er sah dich“ - yəẓṛâ „er sah ihn“ - yəẓṛ-êt „er sah sie(sg.)“
- ẓṛâɣ „ich sah“ - ẓṛáx-šək ~ ẓṛâ-šək „ich sah dich“ - ẓṛáx-t „ich sah ihn“ - ẓṛáx-tət „ich sah sie(sg.)“
- yəẓrə́n „sie sahen“ - iẓə́rn-i „sie sahen mich“
- ifîɣ „ich fand“ - ifə́x-tən „ich fand sie(pl.)“
- gênɣən „sie werden töten“ (nəɣ „töten“) - gênɣən-t „sie werden ihn töten“
- kə́traṭ „du brachtest“ - kə́trat (aus kə́traṭ+t) „du brachtest ihn/es“

## Präpositionen
Das Siwi besitzt Präpositionen. Wenn auf die Präposition ein Substantiv folgt, verschiebt sich dessen Akzent auf die vorletzte Silbe:
- agbə́n „Haus“ - g-ágbən „im Haus“
- aṭîl „Garten“ - g-âṭil „im Garten“
- arɣîf „Brot“ - d-árɣif „mit Brot“

Außerdem können Präpositionen mit Personalsuffixen verbunden werden (für deren Form siehe oben im Abschnitt „Personalpronomen“). Präpositionen haben bis zu drei unterschiedlichen Formen (1) vor Substantiv, (2) vor singularischem Suffix und (3) vor pluralischem Suffix. Die folgende Tabelle führt einige signifikante Formen von wichtigen Präpositionen auf:
|               | „in“   | „mit, und“ | „von“   | „bei“  | „vor“  |
| ------------- | ------ | ---------- | ------- | ------ | ------ |
| + Substantiv  | g      | d          | səg     | gən    | zdât   |
| + „ich“       | əgdî   | dîdi       | sə́gdi   | ɣûri   | zdâti  |
| + „du(mask.)“ | əgdə́k  | dîdək      | sə́gdək  | ɣûrək  | zdâtək |
| + „er, sie“   | əgdə́s  | dîdəs      | sə́gdəs  | ɣûrəs  | zdâtəs |
| + „wir“       | gə́dnax | dídnax     | sgə́dnax | ɣúnnax | ?      |
| + „sie(pl.)“  | gə́dsən | dídsən     | sgə́dsən | ɣúrsən | ?      |

Die Präposition für „bei“ kann, optional in einer durch -a verlängerten Form, im Sinne von „haben“ benutzt werden:
- ɣûri oder ɣurîya „bei mir (ist) ...“ = „ich habe ...“
- ɣûrəs oder ɣurîsa „bei ihm/ihr (ist) ...“ = „er/sie hat ...“
- ɣúrsən oder ɣursîna „bei ihnen (ist) ...“ = „sie haben ...“

## Dativ
Der Dativ wird durch die Präposition i- / y- ausgedrückt. Auch hier erfährt das Nomen eine Akzentverschiebung:
- taltî „Frau“ - i tálti „der Frau“
- zəmzə́m (Personenname) - i zə́mzəm „für Zəmzəm“
- gdâ „hier“ - y-ə́gda „hierher“

Der pronominale Dativ wird durch Suffixe am Verb ausgedrückt. Und zwar hängt man an das Verb -â- und daran das Personalsuffix. In der ersten Person erscheint nur -i.
- uṃṃîɣ „ich sagte“ - uṃṃiɣ-â-k „ich sagte dir“ - uṃṃiɣ-â-s „ich sagte ihm/ihr“ - uṃṃiɣ-â-sən „ich sagte ihnen“
- yušâ „er gab“ - yuš-î „er gab mir“ - yuš-â-s „er gab ihm/ihr“

## Syntax

### Wortstellung
Das Objekt steht normalerweise nach dem Verb:
- itə́su amân „er trinkt Wasser“

Das Subjekt steht häufig vor dem Verb:
tličča tədwə́l
Mädchen kehrte-zurück
„das Mädchen kehrte zurück“
kul əǧǧən yəṭṣi əǧǧət
jeder ein bringt ein.FEM
„jeder bringt eines (gemeint: ein Geschenk)“
Häufig steht das Subjekt aber auch nach dem Verb. Ähnlich wie im Deutschen ist dies besonders dann der Fall, wenn der Beginn des Satzes schon von einem Adverb oder einem anderen Satzglied besetzt ist:
bʕadên yəkkə́r azîdi
dann stand-auf Schakal
„dann stand der Schakal auf“
amma lkak yətsəɣən-t əttəǧar
was-betrifft (Dattelsorte) sie-kaufen-es Händler
„die Alkak-Datteln, die kaufen die Händler“

### Nichtverbalsatz
Ein Satz mit nichtverbalem Prädikat kann im Prinzip ohne Kopula gebildet werden:
- bəttîn wâ „wer ist das?“
- bəttîn šək „wer bist du?“

Prädikative Adjektive kongruieren mit dem Subjekt:
- əmməṣrûb taṭwə́lt „der Weg ist lang“ (Substantiv und Adjektiv sind Femininum)

Bei adverbialem Prädikat verwendet man aber gern eine – nur nach Genus und Numerus, nicht nach der Person flektierbare – Kopula dílla (mask.) / ttə́lla (fem.) / díllan (pl.):
- šək dílla máṣra „du (mask.) bist in Ägypten“
- šəm ttə́lla máṣra „du (fem.) bist in Ägypten“
- nə́tta dílla g-ágbən „er ist zu Hause“

### Negation
Fast alle Satztypen kann man mit lâ „nicht“ verneinen:
- nəssə́n „wir wissen“ - lâ nəssə́n „wir wissen nicht“
- xsîṭ „du willst“ - la xsîṭ „du willst nicht“
- gêsu „er wird trinken“ - lâ gêsu „er wird nicht trinken“
- ifîɣ „ich fand“ - lefîɣ „ich fand nicht“ (aus la + ifîɣ)
- usîṭ „du kamst“ - losîṭ „du kamst nicht“ (aus la + usîṭ)
- nifâ „wir fanden“ - la nifâ abdan „wir fanden gar nichts“
- ɣûri ləgrûš „ich habe Geld“ - la ɣûri ləgrûš „ich habe kein Geld“

Beim negierten Imperativ muss aber anscheinend der Durativstamm oder eine ähnliche Form verwendet werden (dieser Satztyp ist nicht ausreichend dokumentiert):
- sûwət „trinkt!“ - lâ tswət „trinkt nicht!“

### Fragesatz
In der Frage kann die letzte Silbe des Satzes gedehnt und der Akzent auf diese letzte Silbe verschoben werden. Bei der Dehnung wird -ə- entweder zu -ê- oder zu -î-. Beispiele:
- wôk atrâr „das ist neu“ - wôk atrââr? „ist das neu?“ (-â- mit Überlänge)
- ččîma „ihr habt gegessen“ - ččimâ „habt ihr gegessen?“
- itə́čč „er isst“ - itêčč „isst er?“
- wiyôk trarə́n „die sind neu“ - wiyôk trarîn „sind die neu?“
- ixə́ddəm „er arbeitet“ - têxəddêm „was arbeitet er?“ (aus ta „was“ + ixəddêm)

### Relativsatz
Relativsätze werden durch das Relativpronomen wən (mask. sg. und pl.) bzw. tən (fem. sg. und pl.) eingeleitet:
- tliččâ tən sə́ddwək „das Mädchen, das bei dir ist“
- agmâr wən sɣîɣ „das Pferd, das ich gekauft habe“
- wən əxsîṭ „das, was du willst“
- wən uṃṃiɣâk „das, was ich dir gesagt habe“

## Wortschatz
Einige Elemente aus dem Grundwortschatz; Verben sind im Imperativ zitiert:
| Auge   | təṭ             |
| drei   | təlâta          |
| eins   | əǧǧən           |
| essen  | əčč             |
| Frau   | taltî           |
| fünf   | xámsa           |
| geben  | ûš              |
| gehen  | râḥ             |
| groß   | azuwâr          |
| gut    | akwáyyis        |
| Hand   | fûs             |
| hören  | səl             |
| Mann   | awggîd ~ aggwîd |
| Mund   | ambû            |
| Name   | ssmiyə́t         |
| sagen  | uṃṃ             |
| sehen  | ẓər             |
| vier   | árbʕa           |
| Wasser | amân            |
| wissen | ə́ssən           |
| zwei   | sən             |